# Muscisaxicola cinereus
A Muscisaxicola cinereus a madarak (Aves) osztályának verébalakúak (Passeriformes) rendjébe és a királygébicsfélék (Tyrannidae) családjába tartozó faj.

## Rendszerezése
A fajt Rodolfo Amando Philippi és Christian Ludwig Landbeck írták le 1864-ben. Szerepelt Muscisaxicola cinerea néven is.

## Alfajai
- Muscisaxicola cinereus argentina Hellmayr, 1932
- Muscisaxicola cinereus cinereus Philippi & Landbeck, 1864[2]

## Előfordulása
Dél-Amerikában, Argentína, Bolívia, Chile és Peru területén honos. Természetes élőhelyei a  szubtrópusi és trópusi magaslati gyepek és cserjések, lápok, mocsarak, tavak, folyók és patakok környékén, sziklás környezetben, valamint legelők. Telelni északra vonul.

## Megjelenése
Testhossza 16 centiméter.

## Természetvédelmi helyzete
Az elterjedési területe nagyon nagy, egyedszáma pedig stabil. A Természetvédelmi Világszövetség Vörös listáján nem fenyegetett fajként szerepel.